# نیکی میشل جیمز
نیکی میشل جیمز (انگلیسی: Nikki Michelle James؛ زادهٔ (۳ ژوئن ۱۹۸۱) یک هنرپیشه اهل ایالات متحده آمریکا است.

## فیلم شناسی
- مخ‌تعطیل (مجموعه تلویزیونی)
- همسر خوب
- قانون و نظم: واحد قربانیان ویژه
- ۳۰ راک
- پیتزا (فیلم ۲۰۰۵)